# Bedřich Starý
Plukovník pilot Bedřich Starý (10. července 1894 Sobíňov – 1970 tamtéž) byl český voják, československý legionář, příslušník dobrovolnické roty Nazdar v rámci francouzské Cizinecké legie během první světové války ve Francii, účastník bitvy u Arrasu, posléze příslušník leteckého oddílu francouzského letectva. Byl jedním z mála československých legionářů, kteří během první světové války absolvovali bojové letecké nasazení a posléze také jedním z prvních bojových pilotů Československého letectva během Maďarsko-československé války.

## Život

### Mládí
Narodil se 10. července 1894 v Sobíňově nedaleko Chotěboře. Vyučil se zahradníkem. Posléze pak odešel za prací do Paříže, kde byl v kontaktu s místní českou krajanskou komunitou.

### Válka
Dne 28. července 1914, když Rakousko-Uhersko vyhlásilo válku Srbsku. Starý se zanedlouho přihlásil do roty Nazdar, vzniklé 31. srpna 1914 v rámci Cizinecké legie z iniciativy zástupců francouzské pobočky Sokola a sociálně-demokratického spolku Rovnost, zejména malířem Františkem Kupkou, Ernestem Denisem a jeho zetěm a pozdějším prvním československým důstojníkem Václavem Dostalem. S ostatními sdílel myšlenku vzniku samostatného Československa. Setkal se rovněž s generálem a pilotem Milanem Rastislavem Štefánikem.
K bojovému nasazení byla rota Nazdar odeslána v říjnu 1914 do kraje Champagne poblíž Remeše. Frontu se v té době podařilo stabilizovat a rota Nazdar žila běžným zákopovým životem. V dubnu 1915 byla jednotka převelena do oblasti Artois, kde francouzská armáda připravovala ofenzivu a marocká divize měla být nasazena na jejím útočném hrotu. V květnu 1915 se během bitvy u Arrasu s jednotkou zúčastnil těžkých bojů o kótu 140 u vesnice blízké vesnici Neuville-Saint-Vaast, při které rota utrpěla těžké ztráty. Následně zde byl Starý při ofenzívě v červnu 1915 raněn a odeslán na zdravotní dovolnenou. Rota Nazdar po tomto nasazení přestala formálně existovat a její zbylí členové byli zařazeni do jiných jednotek.

### Letec
Starý se díky Štefánikově iniciativě dobrovolně přihlásil do leteckého výcviku s vidinou zařazení do české eskadrily, z jehož uskutečnění ale nakonec sešlo. K výcviku nastoupil v lednu 1916 v leteckém učilišti v Pau a Avordu, mj. na dvouplošných letounech a Voisin. Ten ukončil a byl již v únoru přidělen k nově vytvořeným bombardovacím jednotkám. Letecký výcvik ve Francii absolvovali rovněž další Češi, například pozorovací a stíhací piloti Augustin Charvát, Jan Hofman (zemřel v boji), Václav Pilát, Jan Štork, Václav Kahovec či Vilém Stanovský.
Od února 1916 byl Starý v hodnosti desátníka pilota sloužil u PS 126 a PS 128 na letounech Paul Schmidt a Soptwith Strutter britské výroby, operující v té době na frontové linii. Podnikl celkem 45 operačních bombardovacích letů, při kterých navíc dosáhl dvou sestřelů německých strojů. V červenci 1918 se mu podařilo uniknout z útoku tří nepřátelských strojů, těžce zraněn však dokázal s poškozeným letounem přistát na domovském letišti a strávil pak nějaký čas v nemocnici. Za jeho vzornou službu jej osobně vyznamenal francouzský prezident Raymond Poincaré vyznamenáním Croix de guerre (Vojenský válečný kříž). Byl povýšen do hodnosti podporučíka a byl zařazen k eskadrille Bré 590.

### Po vzniku Československa

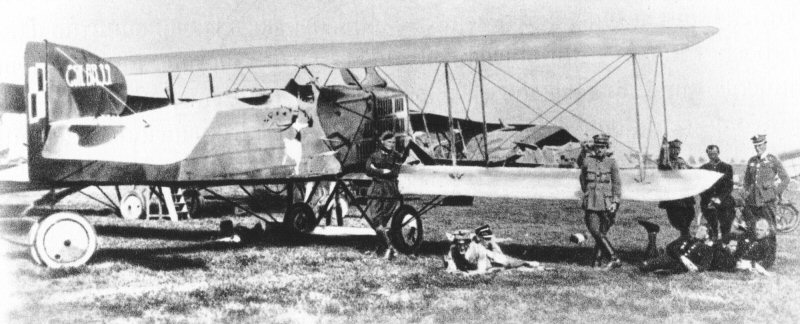
Bréguet 14 (Polské letectvo)

Po skončení první světové války 11. listopadu 1918 a vyhlášení samostatného Československa se Starý přihlásil do Československého letectva. Již v listopadu 1918 byly československé vojenské sbory vyslány k boji v Československo-maďarské válce proti Maďarské republice rad na jižní slovenské hranici, trvající až do roku 1919. Starý zde byl nasazen od června 1919 v letce pod velením kpt. Lachmanna v operačním prostoru Vajnor u Bratislavy, a posléze měst Levice a Parkány, kde provedl se strojem Bréguet Bré XIV jednu z prvních bombardovacích akcí v historii Československého letectva na železniční stanici Parkány. V září 1919 pak absolvoval první dálkový let Praha-Paříž, s mezipřistáním v Mohuči, při kterém doručil dokumenty od československé vlády pro Versailleská mírová jednání, jehož výsledkem byla pak mj. Trianonská smlouva upravující maďarské hranice. Jednalo se rovněž o první dálkový let mezi těmito městy.
Posléze pak sloužil u leteckých pluků v Olomouci, poté se stal velitelem armádní pilotní školy na letišti v Chebu a v Praze. Podílel se tak na výcviku celé jedné generace domácího letectva. Do výslužby odešel 14. března 1939, den před obsazením Československa wehrmachtem a vzniku Protektorátu Čechy a Morava.
Byl vyznamenán celou řadou československých i zahraničních vyznamenání, mj. Československým válečným křížem, Válečným křížem 1914-1918 či Revoluční medailí.

### Po roce 1939
Po začátku okupace se přestěhoval do Sobíňova a nezapojil se do odbojové činnosti proti německým okupantům, tak jako řada jeho někdejších armádních kolegů. Po osvobození Československa se roku 1945 znovu přihlásil do Československé armády, ale byl zprvu odmítnut, poté pak jmenován velitelem Vojenské letecké ozdravovny v Komorním Hrádku a o jeho leteckém nasazení se již neuvažovalo. Po komunistickém převratu v únoru 1948 začal spolupracovat s komunistickým režimem a vstoupil do KSČ, což mu zajistilo další fungování v reorganizované Československé lidové armádě. Získal pozici ve Vojenském leteckém ústavu v Praze-Letňanech, roku 1953 pak přešel do letňanského Výzkumného a zkušebního ústavu. Z armády odešel v hodnosti plukovníka a závěr života strávil v penzi v rodném Sobíňově.

### Úmrtí
Bedřich Starý zemřel 26. července 1970 v Sobíňově. Pohřben byl v rodinném hrobě na místním hřbitově.

## Ocenění
- Československá medaile Vítězství
- Československý válečný kříž 1914–1918
- Československá revoluční medaile
- Croix de guerre